# 海倫娜 (密蘇里州)
海倫娜（英語：Helena）是位於美國密蘇里州安德魯縣的非建制地區。

## 歷史
海倫娜的郵局自1880年營運至今。

## 地理
海倫娜所處的海拔為高於海平面325米（即1066英呎），而該地所採用的時區為UTC-6，即北美中部時區（CST）。同時該地設有夏令時間，為UTC-6調快一小時，即UTC-5（CDT）。